# Nepenthes boschiana
Nepenthes boschiana (/n[invalid input: 'ɨ']ˈpɛnθiːz ˌbɒʃiˈɑːnə/), là một loài nắp ấm nhiệt đới đặc hữu của Borneo. Nó có quan hệ gần gũi nhất với N. faizaliana. Nepenthes borneensis được coi là đồng nghĩa với loài này. Nepenthes boschiana không có loài lai tự nhiên nào được biết đến. Nepenthes boschiana thuộc "phức hợp N. maxima" được định nghĩa lỏng lẻo, bao gồm trong đó cả các loài khác, N. chaniana, N. epiphytica, N. eymae, N. faizaliana, N. fusca, N. klossii, N. maxima, N. platychila, N. stenophylla, and N. vogelii.
Loài được mô tả chính thức bởi Pieter Willem Korthals trong chuyên khảo 1839 của ông, "Over het geslacht Nepenthes". B. H. Danser, trong chuyên khảo của ông năm 1928, "The Nepenthaceae of the Netherlands Indies"

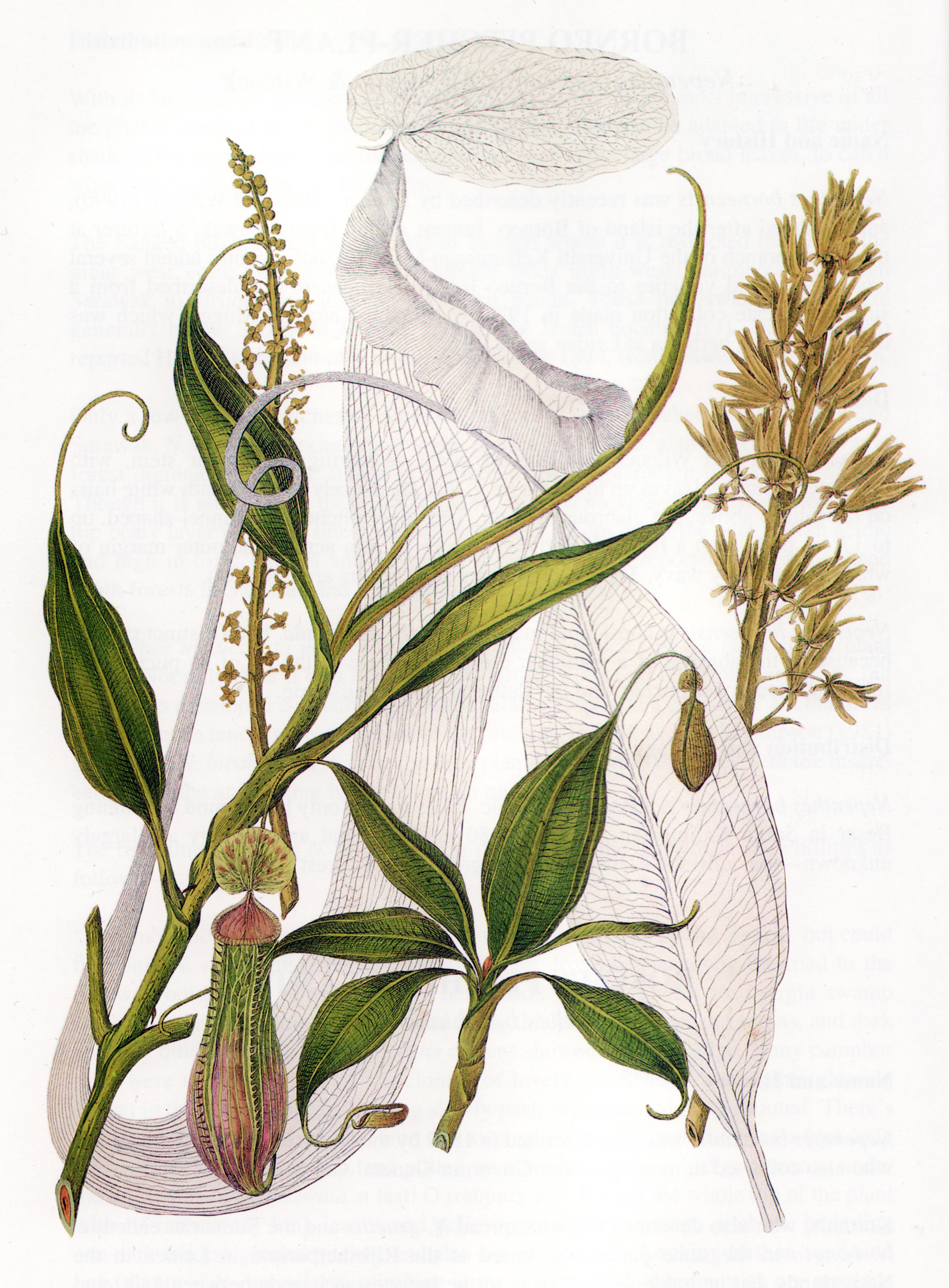
Minh họa gốc của N. boschiana từ năm 1839 bởi Pieter Willem Korthals

## Thứ
- Nepenthes boschiana var. lowii Hook.f. (1873)[7] [=N. stenophylla]
- Nepenthes boschiana var. sumatrana Miq. (1858) [=N. sumatrana]

1. 1 2  (tiếng Hà Lan) Korthals, P.W. 1839. Over het geslacht Nepenthes. In: C.J. Temminck 1839–1842. Verhandelingen over de Natuurlijke Geschiedenis der Nederlandsche overzeesche bezittingen; Kruidkunde. Leiden. các trang 1–44, t. 1–4, 13–15, 20–22.
2. ↑  Clarke, C.M. 1997. Nepenthes of Borneo. Natural History Publications (Borneo), Kota Kinabalu.
3. ↑  McPherson, S.R. 2009. Pitcher Plants of the Old World. 2 volumes. Redfern Natural History Productions, Poole.
4. ↑  Robinson, A.S., J. Nerz & A. Wistuba 2011. Nepenthes epiphytica, a new pitcher plant from East Kalimantan. In: McPherson, S.R. New Nepenthes: Volume One. Redfern Natural History Productions, Poole. các trang 36–51.
5. ↑  Phillipps, A. & A. Lamb 1996. Pitcher-Plants of Borneo. Natural History Publications (Borneo), Kota Kinabalu.
6. ↑  Danser, B.H. 1928. The Nepenthaceae of the Netherlands Indies. Bulletin du Jardin Botanique de Buitenzorg, Série III, 9(3-4): 249-438.
7. ↑  (tiếng Latinh) Hooker, J.D. 1873. Ordo CLXXV bis. Nepenthaceæ. In: A. de Candolle Prodromus Systematis Naturalis Regni Vegetabilis 17: 90–105.